# Vergeroux
Vergeroux é uma comuna francesa na região administrativa da Nova Aquitânia, no departamento de Charente-Maritime. Estende-se por uma área de 5,53 km². Em 2010 a comuna tinha 1 239 habitantes (densidade: 224,1 hab./km²).